# Eremopola
Eremopola is een geslacht van vlinders van de familie uilen (Noctuidae), uit de onderfamilie Cuculliinae.

## Soorten
- E. faroulti Rothschild, 1920
- E. lenis (Staudinger, 1892)
- E. orana (H. Lucas, 1848)